# Тімо Гільдебранд
Ті́мо Гі́льдебранд (нім. Timo Hildebrand, нар. 5 квітня 1979, Вормс) — німецький футболіст, воротар клубу «Шальке».

## Клубна кар'єра
Вихованець футбольної школи «Штутгарта». Дорослу футбольну кар'єру розпочав 1998 року в основній команді того ж клубу, в якій провів дев'ять сезонів, взявши участь у 221 матчі чемпіонату. Більшість часу, проведеного у складі «Штутгарта», був основним голкіпером команди. За цей час виборов титул чемпіона Німеччини.
Згодом, з 2007 по 2011 рік, грав у складі «Валенсії», «Гоффенгайма» та «Спортінга». Протягом цих років додав до переліку своїх трофеїв титул володаря Кубка Іспанії.
До складу клубу «Шальке» приєднався 21 жовтня 2011 року. Наразі встиг відіграти за клуб з Гельзенкірхена 2 матчі в національному чемпіонаті, але не став основним голкіпером клубу.

## Виступи за збірні
Протягом 1998–2001 років залучався до складу молодіжної збірної Німеччини. На молодіжному рівні зіграв у 18 офіційних матчах.
2004 року дебютував в офіційних матчах у складі національної збірної Німеччини. Всього провів у формі головної команди країни 7 матчів.
У складі збірної був учасником чемпіонату Європи 2004 року у Португалії та чемпіонату світу 2006 року у Німеччині, на якому команда здобула бронзові нагороди.

## Титули і досягнення
- Чемпіон Німеччини (1):

«Штутгарт»: 2006-07
- Володар Кубка Іспанії (1):

«Валенсія»: 2007-08
- Бронзовий призер чемпіонату світу: 2006